# North (zespół muzyczny)
North – polska grupa muzyczna wykonująca black metal. Powstała w 1992 roku w Toruniu z inicjatywy  Sirkisa i Thorna.

## Dyskografia
- Entering the Dark Kingdom (1993, demo)
- As My Kingdom Rises (1993, demo)
- Promo 94 (1994, demo)
- Thorns on the Black Rose (1995)
- Jesienne Szepty (1996, split z Sacrilegium)
- Sovereigns of Northernlands (1998, split z Grom, Marhoth)
- From the Dark Past (1998)
- Wojna Trwa (2000, kompilacja)
- Jesienne Szepty / Przedświt... (2000, split z Sacrilegium)
- Korona (2002)
- Lechia, Slawia, Aria (2005, split z Gromowładny)
- Na Polach Bitew (2006)
- Eastern Hammer (2007, split z Nokturnal Mortum, Graveland, Temnozor)